# هارييت بابر
هارييت بابر (بالإنجليزية: Harriet Baber)‏ هي فيلسوفة أمريكية، ولدت في 6 يناير 1950.